# Гліб Ольгович
Глі́б О́льгович (? — 1138) — руський князь з роду Ольговичів, династії Рюриковичів. Син чернігівського князя Олега Святославича. Князь курський (12 січня 1136 — січень 1138). В 1137 році разом з курянами та половцями допомагав своєму брату, новгородському князю Святославу Ольговичу в боротьбі з псковським князем Всеволодом Мстиславичем. Помер взимку 1138 року в Новгороді, ймовірно від рани, яку отримав під Псковом.

## Сім'я
- Діти:

Ізяслав Глібович (?—1134)
Ростислав Глібович (?—1144)